# FC Copenhague Handball
le FC Copenhague Handball (danois : F.C. København Håndbold) est un ancien club de handball danois situé à Copenhague. Créé le 1er juillet 2002 en collaboration avec le club de football du FC Copenhague, il a repris la licence du Frederiksberg IF (FIF) et a ainsi reformé les deux équipes masculine et féminine qui la composait, toutes deux en première division. 
Le 7 janvier 2009, il a été annoncé que l'équipe masculine va fusionner avec l'AG Håndbold pour former l'AG Copenhague. Cette nouvelle équipe est devenue réalité le 1er juillet 2010. La section féminine, quant à elle, est alors redevenue FIF Copenhague en 2010, avant de devenir Copenhague Handball en 2013.

## Palmarès

### Section féminine
- Vainqueur de la coupe des vainqueurs de coupe (C2) (1) en 2009
- Vainqueur de la coupe du Danemark (1) en 2010

### Section masculine
- Vainqueur du championnat du Danemark (1) en 2008
- Vainqueur de la coupe du Danemark (1) en 2010
- Finaliste de la Coupe de l'EHF (C3) en 2008

## Personnalités liées au club

### Joueuses
- Carmen Amariei : 2009-2010
- Nadine Krause : 2007-2010
- Cecilie Leganger : 2008-2010
- Linn-Kristin Riegelhuth : 2009-2010
- Emilia Toureï : 2008-2010

### Joueurs
- Arnór Atlason : 2006-2010
- Martin Boquist : 2005-2010
- Klavs Bruun Jørgensen : 2007-2008
- Steinar Ege : 2006-2010
- Kasper Hvidt : 2009-2010
- Valter Matošević : 2008-2009
- Erlend Mamelund : 2009-2010